# Petubastis I.

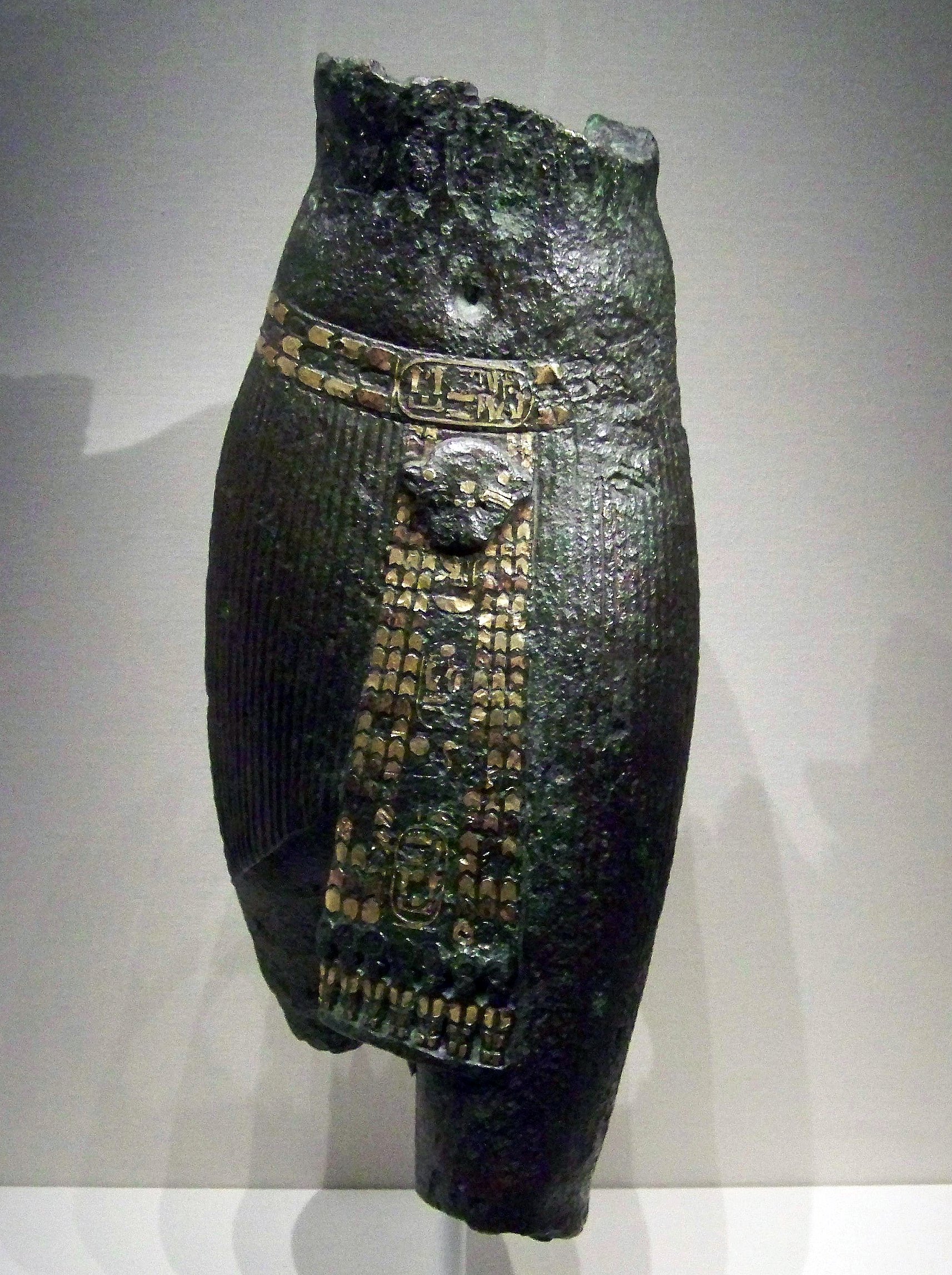
Torso einer Statue Petubastis' I.

Petubastis I. (auch Padibastet I.) war ein Pharao (König) im Alten Ägypten. Seine Regierungszeit ist auf 834/831 bis 809/806 v. Chr. anzusetzen. Er ist der Begründer der 23. Dynastie, die parallel zur 22. Dynastie in Leontopolis regiert hat.

## Herrschaft
In Theben verdrängt die 23. Dynastie die 22. Dynastie. Auf der Nilstandsmarke 24 ist vermerkt, dass das 5. Regierungsjahr des Petubastis I. dem 12. Regierungsjahr des Scheschonq III. entspricht und damit das 1. Regierungsjahr des Petubastis I. in das 8. Regierungsjahr des Scheschonq III. fällt, der etwa 841/838 v. Chr. den Thron bestieg.
Petubastis I. setzte in seinem 23. Regierungsjahr als Nachfolger des Harsiese II. als neuen Hohepriester des Amun Takelot E ein, der noch im sechsten Regierungsjahr von Scheschonq IV. amtierte. Jürgen von Beckerath sieht in ihm einen möglichen Nachfolger von Petubastis I.

## Datierungen des Amun-Festes

### 7. Regierungsjahr
Petubastis I. verlieh in seinem 7. Regierungsjahr während des Amun-Re-Festes einem Sohn namens Padiamun gemäß der Priesterannalen von Karnak ein hohes Priesteramt in Theben. Dazu ist folgender Eintrag vermerkt: „Tag des Einführens seines Sohnes, des Gottesvaters des Amun“ (hrw-pn-n-bz-s3.f-jt.nṯr-n-Jmn).

### 8. Regierungsjahr
Im 8. Regierungsjahr des Petubatis I. sind Feierlichkeiten bezüglich der Einsetzung des Pentiefanch als Hohepriester des Amun während des Amun-Re-Festes belegt:

„Jahr 8 Petubastis I., Tag 19 im 1. Monat der Jahreszeit Schemu: Tag des Einführens des ersten Propheten des Amun“

Daneben weihte der Hohepriester Harsiese II. zeitgleich einen neuen Schrein für Amun ein. Aufgrund des Amun-Re-Festes, das grundsätzlich am Neumondtag begann und fünf Tage dauerte, ergeben sich mehrere Möglichkeiten der Datierung, da aus der Inschrift nicht hervorgeht, an welchem Tag des Amun-Re-Festes Petubastis I. die Priesterernennung vornahm. Sicher ist lediglich, dass Petubastis I. während der Priesterernennung bereits das Amun-Re-Fest feierte. Aus Quellen anderer Jahre ist bekannt, dass Priesterernennungen auch am dritten oder vierten Tag des Amun-Re-Festes vorgenommen wurden.
Als chronologischer Ansatz kommen daher alle Amun-Re-Feste in Frage, die den 19. Schemu als Festtag beinhalten. Ergänzend kann der Vorabend des Amun-Re-Festes ebenfalls für eine Wesirernennung als Möglichkeit in Betracht kommen, da der Neumond und damit der erste Mondmonatstag während der Nacht als Auftakt zum Amun-Re-Fest feierlich begrüßt wurde. Insofern fiel der offizielle Festbeginn auf die zwölfte Nachtstunde des 18. Schemu, die den Beginn des Amun-Re-Festes in der ersten Stunde des Tages vom 19. Schemu einleitete.
Rolf Krauss entschied sich für den Ansatz, dass es sich bei dem 19. Schemu I um den ersten Tag des Amun-Re-Festes handele. Aufgrund seiner Hypothese datierte er das 8. Regierungsjahr von Petubastis I. auf 816 v. Chr. Die Vorschläge von Aidan Dodson und Jürgen von Beckerath beinhalten dagegen die Variante, dass der 19. Schemu nicht den ersten Tag des Amun-Re-Festes darstellt. Grundsätzlich können jedoch jene Vorschläge ausgeschlossen werden, die das Amun-Re-Fest und die damit verbundenen möglichen Jahre nicht berücksichtigen.
| Mögliche Jahre für den 19. Schemu I als Tag des Amun-Re-Festes |                      |                              |                      |                   |
| Jahr                                                           | Festtage             | Datierung (J)                | Datierung (G)        | 1. Regierungsjahr |
| 827 v. Chr.                                                    | 16. bis 20. Schemu I | 28. November bis 2. Dezember | 20. bis 24. November | 834 v. Chr.       |
| 819 v. Chr.                                                    | 19. bis 23. Schemu I | 29. November bis 3. Dezember | 21. bis 25. November | 826 v. Chr.       |
| 816 v. Chr.                                                    | 16. bis 20. Schemu I | 25. bis 29. November         | 17. bis 21. November | 823 v. Chr.       |
| 805 v. Chr.                                                    | 17. bis 21. Schemu I | 30. November bis 4. Dezember | 22. bis 26. November | 812 v. Chr.       |